# 山田あゆみ
山田 あゆみ（やまだ あゆみ、1992年7月17日 - ）は、日本の三重県出身の女子元フェンシング選手。種目はエペ。弟は2020年東京オリンピック金メダリストの山田優。

## 経歴
三重県立鳥羽高等学校、日本大学出身。小学4年からフェンシングを始め、高校3年のインターハイは準優勝。2017年の全日本選手権では優勝を果たした。2021年に現役引退をした。